# Gwara kłodzka języka niemieckiego

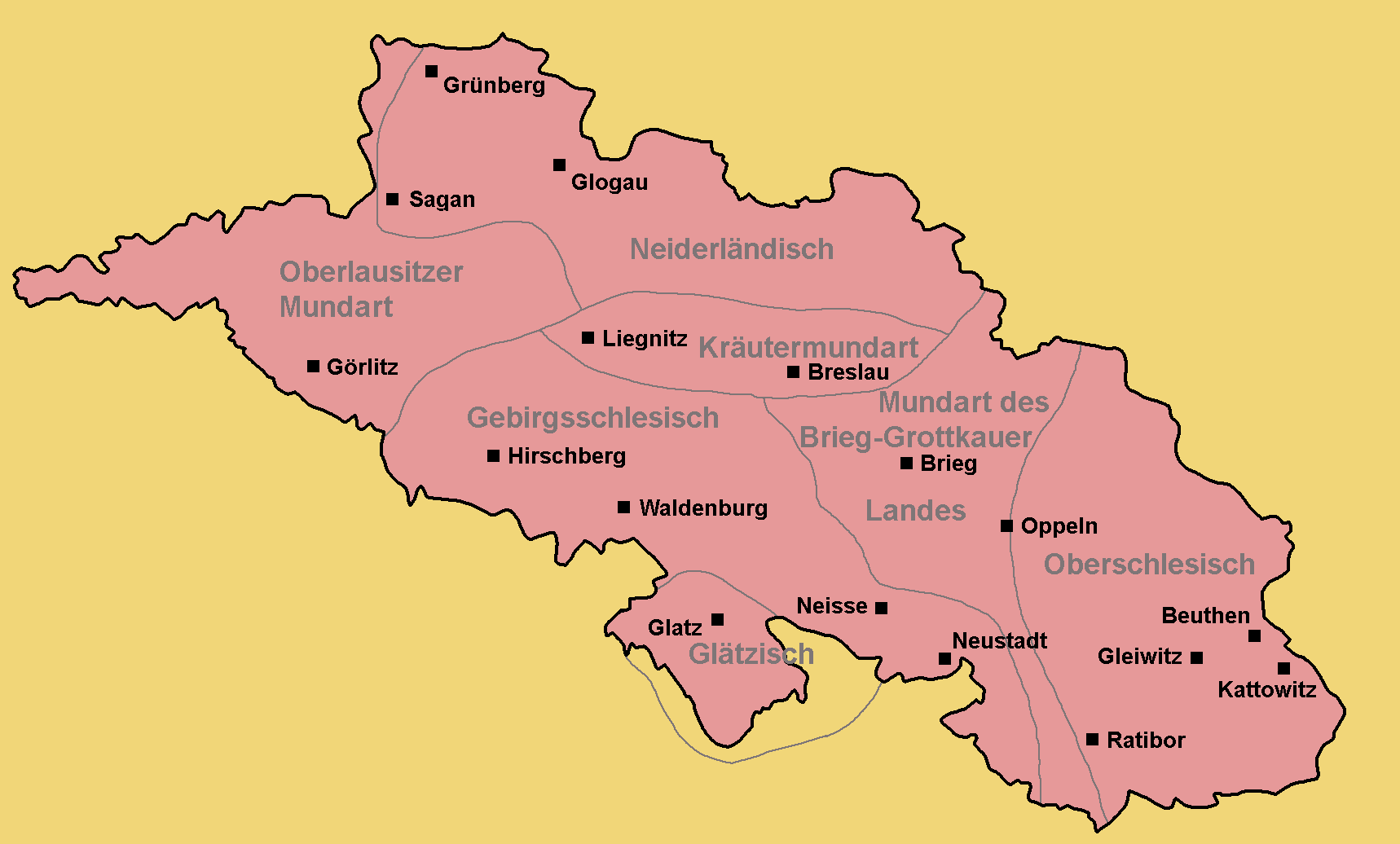
Zasięg dialektu kłodzkiego na tle innych niemieckich dialektów prowincji dolnośląskiej i górnośląskiej

Gwara kłodzka (niem. glätzische Mundart, Glätzisch; Gleetzisch [nazwa w gwarze kłodzkiej], Pauersch – określenie gwarowe, dosłownie: chłopski) – odmiana dialektu śląskiego języka niemieckiego, odrębna od gwary górskiej (niem. Gebirgsschlesisch), występująca do 1945 r. na terenie Grofschoaft Glootz (Grafschaft Glatz, czyli hrabstwa kłodzkiego), głównie wśród mieszkańców wsi.

## Charakterystyka i historia
Gwara kłodzka była gwarą wykształconą na bazie mowy osadników z Turyngii i Frankonii kolonizujących Śląsk i ziemię kłodzką od XIII w. Jak pozostałe gwary śląskie należy do dialektów wschodnich (niem. ostmitteldeutsche Dialekte) grupy dialektów środkowoniemieckich. Etnolekt ten charakteryzował się dużą frekwencją (częstym występowaniem) głoski „a”, przypominał bardzo dialekty z okolic Harzu i zawierał naleciałości leksykalne z języków słowiańskich.

## Cechy charakterystyczne

### Cechy charakterystyczne dialektu śląskiego
Wybrane cechy charakterystyczne dialektu śląskiego:
- końcówki -en przekształcone w -a: Menschen (ludzie) – menscha, Kirschen (wiśnie) – kerscha, laufen (biec) – loofa, essen (jeść) – assa,
- zdrobnienia -chen, -lein przekształcone w -la: Bäumchen (drzewko) – beemla, Töpfchen (garnuszek) tippla, Büchlein (książeczka) – bichla
- krótkie e przekształcone w a lub długie ee: reden (czytać) – reeda,
- -agen, -ogen przekształcone w -uo, -ua lub -oi: sagen (mówić) – soan, gezogen (wyciągnięty) – gezoin.
- ubezdźwięcznienie b i d: Bauer (chłop) pauer (stąd pauersch), dumm (głupi) tumm

### Cechy charakterystyczne gwary kłodzkiej
Dodatkowo gwara kłodzka charakteryzowała się przekształceniem:
- i, u w e i o: Milch (mleko) – melch, Junge (chłopiec) – jonge,
- ou w długie a, aa: Baum śl. Boum (drzewo) – baam, Augen śl. Ougen (oczy) – aacha,
- ei, oe, -age odpowiednio w samogłoski długie lub wielogłoski: Fleisch (mięso) – flääsch, Bäume (drzewa) – bääme, boime, baime (w różnych miejscowościach); wagen (ważyć) – wään.

## Przykładowe zdania
| Glätzisch                                                              | Niemiecki standardowy                                                         | Polski (tłumaczenie)                                                                     |
| ---------------------------------------------------------------------- | ----------------------------------------------------------------------------- | ---------------------------------------------------------------------------------------- |
| De aala Braatla haala a.                                               | Die alten Brettchen halten auch.                                              | Stare deseczki też wytrzymają.                                                           |
| Ich been vo uuba druba, vo die grossa Pilza waksa meet da lang Steela. | Ich bin von oben drüben, wo die großen Pilzen mit den langen Stielen wachsen. | Jestem z tamtych gór po drugiej stronie, gdzie rosną wielkie grzyby na wysokich nóżkach. |

## Północno- a południowokłodzki

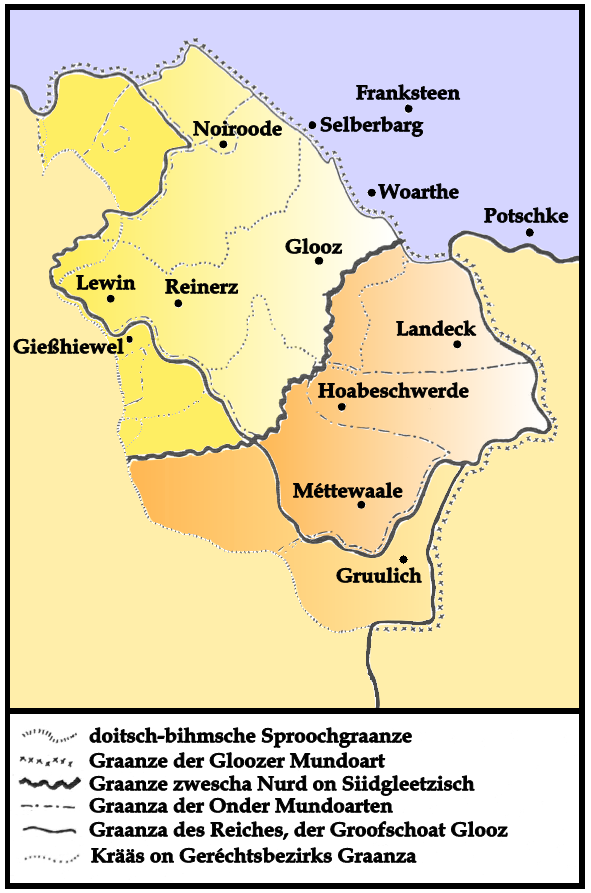
Zasięg i wariantywność gwary kłodzkiej
Zaznaczone na mapie granice oznaczają kolejno: a. niem.-czeską granicę językową b. zasięg pauersch c. granice wariantów płn. i połudn. d. granicę innego etnolektu e. granicę Rzeszy i hrabstwa kłodzkiego f. granice powiatów

Z uwagi na naturalne rozczłonkowanie i silne zalesienie terenu, pauersch był bardzo zróżnicowany, nawet w obrębie sąsiednich wsi, czym przypominał gwary szwajcarskie. Różnice szczególnie uwidaczniały się pomiędzy południową i północną częścią kłodzczyzny.
Główne odmiany: kłodzki północny/dolny Nordglätzisch (Niederdörfisch) od Nowej Rudy i Broumova przez Kłodzko, płn. część Gór Orlickich po obu stronach granicy oraz południowy/górny Südglätzisch (Oberdörfisch) w dawnym powiecie bystrzyckim, płn. części Gór Orlickich i okolicach Králíków i Jesionika na pograniczu czesko-morawskim.
Na północy mówiło się Sunntich (Sonntag), na południu Sonntich. Charakterystyczna śląska nazwa groszy (niem. Groschen) to Böhme ((niem.) Böhmen – Czechy), w pauersch Bihma (na północy) i Behma (na południu), od rozpowszechnionych nie tylko na Śląsku groszy praskich (później zwyczajowo nazywano tak monety dziesięciofenigowe).
 
Inne przykłady:
| Niemiecki standardowy | Północnokłodzki   | Południowokłodzki | Polski (tłumaczenie) |
| --------------------- | ----------------- | ----------------- | -------------------- |
| allein                | allääne           | alleine           | sam, samotny         |
| ausgezogen            | ausgezään         | ausgezoin         | rozebrany            |
| er hat gesagt         | a hoot gesäät     | a hoot gesoit     | on powiedział        |
| Häuschen              | Häusla            | Hoisla            | domeczek             |
| Heimat                | Häämte            | Haimte [haʔi:mtə] | ojczyzna, heimat     |
| kleines               | kläänes           | klaines           | małe                 |
| kleiner Wagen         | kläänes Wäänla    | klaines Woinla    | mały samochód        |
| Steine                | Stääne            | Staine            | kamienie             |
| am Wege               | om Wääche (Wääje) | om Waiche (Waija) | na drodze            |

## Słownictwo
Leksykalnie etnolekt kłodzki miał również wiele odrębności, np. der Grofschafter (mieszkaniec hrabstwa kłodzkiego) nie płakał (er weint), ale a flärrt; rzadko była Oma (babcia), lecz Grula (od Grossmutter). Charakterystyczne były pozdrowienia: Gude Marja (Guten Morgen), Guda Mettich! (Guten Tag – Mittag), Gude Oomd! (Guten Abend!) czy pożegnania: Bleit mer ock ei Goots Noama! Bleibt mir in Gottes Namen (Zostańcie z Bogiem). Unikano też słów obcego pochodzenia, tak więc nie mówiło się photographieren (fotografować), ale sich oabnehme bon (dać się zdjąć); nie reparieren (reperować) – ale oarechta (por. śląskie rychtować); nie rasieren (golić się), lecz a Boart wegtun (usuwać zarost).

## Kodyfikacja
Zasady pisowni etnolektu ustalił w 1920 Friedrich Graebisch w pracy Die Mundart der Grafschaft Glatz und ihrer böhmischen Nachbargebiete (Gwara hrabstwa kłodzkiego i jego sąsiednich obszarów w Czechach). Czołowym autorem piszącym w pauersch był Robert Karger (1874–1946), autor poezji w gwarze kłodzkiej, wydawca roczników-kalendarzy „Guda Obend”. Na bazie pauersch powstało wiele przysłów, anegdot i żartów skrzących się wybornym i delikatnym humorem.

## Przykłady przysłów i żartów
| Glätzisch                                                                  | Niemiecki standardowy                                                                  | Polski (tłumaczenie) |
| -------------------------------------------------------------------------- | -------------------------------------------------------------------------------------- | --- |
| Bichla, Tichla, Rusakranz, Haller, Hantschka, Stecka – Weib hoa ich oalls? | Büchlein, Tüchlein, Rosenkranz, Halstuch, Handschuhe, Handstock – Frau, hab ich alles? | Książeczka, chusteczka, różaniec, krawat, rękawiczki, laska… Kobieto, wszystko wziąłem? (mężczyzna wybiera się do kościoła) |
| Doas hoot woll a Wenter oam Hendarn!                                       | Das hat wohl den Winter am Hintern!                                                    | Złapie ją zima za pasem! (gdy kobiecie nie szło z szybkim gotowaniem)                                                       |
| Dar bellt wie Tutagrabersch Hundla!                                        | Der bellt wie der Hund des Totengräbers!                                               | Szczeka jak pies grabarza!                                                                                                  |
| Do werd woll noch a Hongrisches komma!                                     | Da wird sicher noch ein Hungriger (zum Essen) kommen!                                  | Jeszcze na pewno ktoś głodny przyjdzie! (gdy np. nakrojono za dużo chleba)                                                  |
| Woas notzt der Root, wenn der Oarme nicht hoot!                            | Was nützt der gute Rat, wenn der Arme nichts hat?                                      | Biedakowi na nic dobre rady!                                                                                                |
| Dar gefällt mer du henda besser, wie järr du vanna!                        | Dieser gefällt mir von hinten besser, als jener von vorn!                              | Bardziej tamten z tyłu mi się podoba, niż ten z przodu!                                                                     |
| Haa sopp ock! Iech koan nie, iech hoa doch kenn Läffl!                     | Iss doch die Suppe! Ich kann nicht, ich habe doch keinen Löffel!                       | Zjedz zupę! Kiedy nie mogę, nie mam łyżki!                                                                                  |